# انفجار (فیلم اکشن ۲۰۰۴)
انفجار (به انگلیسی: Blast) یک فیلم اکشن و دلهره‌آور محصول سال ۲۰۰۴ به کارگردانی آنتونی هیکاکس با بازی ادی گریفن، وینی جونز، برکین مایر، و ویویکا ای فاکس است. این فیلم بازسازی یک تله‌فیلم آلمانی بنام عملیات نوح (۱۹۹۸) می‌باشد..
این فیلم در سایت بانک اطلاعات اینترنتی فیلم‌ها دارای نمره ۴.۷ از ۱۰ بر اساس ۱۷۰۰ رای می‌باشد.

## داستان
یک تروریست، بنام مایکل کیترج (وینی جونز)، که خود را به عنوان یک معترض محیط زیست نشان می‌دهد، تیمی از مزدوران بسیار ماهر را هدایت می‌کند تا کنترل یک سکوی نفتی در سواحل کالیفرنیا را در دست بگیرند و قصد دارند یک بمب الکترومغناطیسی را بر فراز ایالات متحده منفجر کنند تا به نوعی مروارید جدید دسترسی پیدا کنند و ...